# Dadaistisches Manifest
Le Dadaistisches Manifest (manifeste Dada), initialement intitulé  Dadaismus im Leben und in der Kunst (Le dadaïsme dans la vie et dans l’art), est l'un des manifestes du mouvement Dada. Écrit par Richard Huelsenbeck, il est prononcé le 12 avril 1918, à Berlin. Il est publié dans Dada Almanach en 1920 où il est présenté comme le premier manifeste Dada rédigé en langue allemande.

## Histoire
C'est le 12 avril 1918, lors d'une soirée Dada, à Berlin, présentée comme la « première allocution Dada en Allemagne » que Richard Huelsenbeck lit son manifeste, alors intitulé Le dadaïsme dans la vie et dans l'art. Il est écouté avec sérieux mais la soirée tourne au scandale quand, ensuite, l'artiste accompagne au hochet et à la trompette d’enfant des poèmes futuristes lus par Elsa Hadwiger
En 1920, le manifeste est publié dans Dada Almanach, sous la signature de Tristan Tzara, Franz Jung, George Grosz, Marcel Janco, Richard Huelsenbeck, Gerhard Preiß, Raoul Hausmann, Walter Mehring, O. Lüthy, Friedrich Glauser, Hugo Ball, Pierre Albert-Birot, Maria d’Arezzo, Gino Cantarelli, Prampolini, R. van Rees, Madame van Rees, Hans Arp, G. Thäuber, Andrée Morosini, et François Mombello-Pasquati.

## Sources
- Florence Vatan, « Berlin Dada », dans Gilbert Krebs, Villes et écrivains, Berlin, Munich, Venise, Presses Sorbonne Nouvelle, 1999 (DOI https://doi.org/10.4000/books.psn.6529)